# Euplexia chlorerythra
Euplexia chlorerythra är en fjärilsart som beskrevs av Swinhoe 1895. Euplexia chlorerythra ingår i släktet Euplexia och familjen nattflyn. Inga underarter finns listade i Catalogue of Life.